# Dictionnaire biographique des chrétiens d'Afrique
Le Dictionnaire biographique des chrétiens d'Afrique (en anglais : Dictionary of African Christian Biography) est un dictionnaire numérique biographique portant sur les personnalités du christianisme en Afrique, aussi bien africaines que venues en mission d'autres continents, en anglais, français, portugais et swahili. En juillet 2022, il continue à être enrichi et compte près de trois mille biographies décrivant près de deux mille personnalités. 

## Historique
Le projet a été lancé en 1995 par le Overseas Ministries Study Center et est hébergé par le Center for Global Christianity and Mission de l'université de Boston. Il a inspiré un projet similaire portant sur le christianisme en Chine, le Biographical Dictionary of Chinese Christianity.